# Sent Andrieu de Cap a Cèse
Sent Andrieu de Cap a Cèse (en francès Saint-André-Capcèze) és un municipi francès situat al departament del Losera i a la regió d'Occitània.